# Борисовка (Туркестан)
Борисовка (каз. Борисовка) — упразднённый посёлок городского типа в Туркестанском районе Туркестанской области Казахстана. На момент упразднения являлся центром Борисовского поселкового совета. В 1958 году включен в состав города Туркестана и исключен из учётных данных.

## География
Посёлок располагался западнее железнодорожной линии Арысь 1 — Кзыл-Орда. В настоящее время представляет собой западную часть города Туркестан.

## История
Посёлок Борисовка (Нахаловка) возник в 1901—1903 годах в связи со строительством железнодорожной станции Туркестан. В 1904 году вблизи станции были нарезаны 34 участка для служащих железной дороги. В 1908 году в посёлке начали массово самовольно захватывать пустующие земли жители Туркестана, поэтому по всей видимости за ним закрепилось второе название Нахаловка. В результате к 1912 году посёлок состоял уже из 240 земельных участков.
В 1934 году селу Борисовка присвоен статус рабочего посёлка. В 1958 году включен в состав Туркестана.

## Население
По данным на 1911 год в Борисовке проживало 748 человек. В 1923 году в поселке Борисовка и станции Туркестан проживало 4291 человек.
По результата переписи 1939 года в Борисовке проживало 23624 человека (12739 мужчин и 10885 женщин), в том числе 1879 человек спецконтнгента.